# Liga Premier de Ucrania 2019-20
La temporada 2019-20 fue la 29.ª edición de la Liga Premier de Ucrania, la máxima categoría del fútbol profesional en Ucrania desde su creación en 1992 tras la caída de la Unión Soviética. La temporada comenzó el 28 de julio de 2019 y tuvo un receso de invierno desde el 15 de diciembre de 2019 hasta el 22 de febrero de 2020. La temporada finalizó el 29 de julio de 2020.
El Shakhtar Donetsk fue el campeón defensor.

## Formato de competición
El Comité Ejecutivo mantuvo el mismo sistema de la temporada anterior. Se confirmó que el campeonato se juega en dos fases distintas, la primera fase va a utilizar un torneo de todos contra todos de 22 fechas y la segunda fase se dividirán en dos grupos uno del 1 al 6 lugar que jugará por el título y los puestos para torneos europeas y el segundo grupo, compuesto por los equipos de 7.º lugar al 12, que jugarán para evitar el descenso. Los dos últimos equipos serán descendidos y serían reemplazados por el campeón y el subcampeón de la Primera Liga de Ucrania. Los puntos obtenidos en la primera etapa se acumulan en la segunda etapa

## Ascensos y descensos
La liga mantuvo su número de 12 clubes, tras los descensos de Arsenal Kiev al quedar en último lugar y el Chernomorets Odesa tras perder la repesca, siendo reemplazados por el SC Dnipro-1 campeón de la Primera Liga y Kolos Kovalivka tras quedar en segundo lugar y ganar en la repesca. Ambos equipos harán su debut en la liga.
| Pos. | Descendidos de la Liga Premier de Ucrania 2018-19 |
| ---- | ------------------------------------------------- |
| 12.º | Arsenal Kiev                                      |
| 11.º | Chernomorets Odessa                               |

| Pos. | Ascendidos de Primera Liga de Ucrania 2018-19 |
| ---- | --------------------------------------------- |
| 1.º  | SC Dnipro-1                                   |
| 2.º  | Kolos Kovalivka                               |

## Equipos participantes
| Club             | Ciudad      | Estadio                                                           | Capacidad     |
| ---------------- | ----------- | ----------------------------------------------------------------- | ------------- |
| Desná Chernígov  | Chernígov   | Estadio Chernígov                                                 | 12,060        |
| Dinamo Kiev      | Kiev        | Estadio Olímpico de Kiev                                          | 70.050        |
| SC Dnipro-1      | Dnipró      | Dnipro Arena                                                      | 31,003        |
| Karpaty Lviv     | Lviv        | Estadio Ukraina                                                   | 28,000        |
| Kolos Kovalivka  | Kovalivka   | Obolon Arena (Kiev)                                               | 5,100         |
| FC Lviv          | Lviv        | Arena Lviv                                                        | 34,900        |
| FC Mariupol      | Mariupol    | Estadio Volodymyr Boiko                                           | 12,680        |
| FC Oleksandria   | Oleksandria | CSC Nika Stadium                                                  | 7,000         |
| Olimpik Donetsk  | Donetsk     | SK Olimpik Stadium (Donetsk) (x) Estadio Lobanovsky Dynamo (Kiev) | 3,000 16,800  |
| Shakhtar Donetsk | Donetsk     | Donbass Arena (Donetsk) (x) Estadio Metalist (Járkov)             | 52.525 40.003 |
| Vorskla Poltava  | Poltava     | Estadio Vorskla                                                   | 24,795        |
| Zarya Lugansk    | Lugansk     | Estadio Avanhard (Lugansk) (x) Slavutych-Arena (Zaporizhia)       | 22,288 12,000 |

- (x) Estos equipos provienen de la zona en conflicto de la Guerra en el este de Ucrania y están jugando sus juegos en casa en diferentes ciudades.

### Personal y equipación
| Club             | Técnico                    | Capitán             | Indumentaria |
| ---------------- | -------------------------- | ------------------- | ------------ |
| Desna Chernígov  | Oleksandr Ryabokon         | Denys Favorov       | Nike         |
| Dinamo Kiev      | Alyaksandr Khatskevich     | Serhiy Sydorchuk    | New Balance  |
| SC Dnipro-1      | Dmytro Mykhaylenko         | Serhiy Kravchenko   | Nike         |
| Karpaty Lviv     | Oleksandr Chyzhevskyi      | Artem Fedetskyi     | Joma         |
| Kolos Kovalivka  | Ruslan Kostyshyn           | Vitalii Havrysh     | Nike         |
| FC Lviv          | Bohdan Blavatskyi          | Oleksandr Bandura   | Legea        |
| FC Mariupol      | Oleksandr Babych           | Rustam Khudzhamov   | Nike         |
| FC Oleksandriya  | Volodymyr Sharan           | Andriy Zaporozhan   | Nike         |
| Olimpik Donetsk  | Ihor Klymovskyi (Interino) | Dmytro Hrishko      | Joma         |
| Shakhtar Donetsk | Luís Castro                | Taison              | Nike         |
| Vorskla Poltava  | Vitaliy Kosovskyi          | Volodymyr Chesnakov | Adidas       |
| Zorya Luhansk    | Viktor Skrypnyk            | Mykyta Kamenyuka    | Nike         |

## Tabla de posiciones

### Temporada regular
| Pos. | Equipo           | Pts. | PJ | G  | E | P  | GF | GC | Dif. | Clasificación o descenso          |
| ---- | ---------------- | ---- | -- | -- | - | -- | -- | -- | ---- | --------------------------------- |
| 1    | Shakhtar Donetsk | 59   | 22 | 19 | 2 | 1  | 59 | 14 | +45  | Clasificación al Grupo Campeonato |
| 2    | Dynamo Kiev      | 45   | 22 | 14 | 3 | 5  | 44 | 17 | +27  | Clasificación al Grupo Campeonato |
| 3    | Zorya Lugansk    | 43   | 22 | 13 | 4 | 5  | 39 | 18 | +21  | Clasificación al Grupo Campeonato |
| 4    | Desna Chernigov  | 42   | 22 | 13 | 3 | 6  | 36 | 15 | +21  | Clasificación al Grupo Campeonato |
| 5    | FC Oleksandriya  | 37   | 22 | 11 | 4 | 7  | 30 | 23 | +7   | Clasificación al Grupo Campeonato |
| 6    | Kolos Kovalivka  | 26   | 22 | 8  | 2 | 12 | 25 | 39 | −14  | Clasificación al Grupo Campeonato |
| 7    | SC Dnipro-1      | 25   | 22 | 7  | 4 | 11 | 26 | 34 | −8   | Clasificación al Grupo Descenso   |
| 8    | FC Mariupol      | 25   | 22 | 6  | 7 | 9  | 21 | 35 | −14  | Clasificación al Grupo Descenso   |
| 9    | FC Lviv          | 20   | 22 | 5  | 5 | 12 | 16 | 35 | −19  | Clasificación al Grupo Descenso   |
| 10   | Vorskla Poltava  | 20   | 22 | 6  | 2 | 14 | 15 | 38 | −23  | Clasificación al Grupo Descenso   |
| 11   | Olimpik Donetsk  | 18   | 22 | 5  | 3 | 14 | 17 | 37 | −20  | Clasificación al Grupo Descenso   |
| 12   | Karpaty Lviv     | 13   | 22 | 2  | 7 | 13 | 17 | 40 | −23  | Clasificación al Grupo Descenso   |

 Fuente: Ukrainian Premier League, Soccerway
Criterios de clasificación: 1) Puntos; 2) puntos entre sí; 3) diferencia de goles; 4) Goles marcados.
Notas:
1. ↑  Los equipos juegan entre sí dos veces (22 partidos), antes de que la liga se divida en dos grupos (los seis primeros y los seis inferiores) en los últimos 10 partidos.
2. 1 2  Puntos cara a cara (gol diferencia): Dnipro-1 3 puntos (+3), Mariupol 3 puntos (+1).
3. 1 2  Puntos cara a cara (gol diferencia): Lviv 3 puntos (+4), Vorskla 3 puntos (+3).

### Resultados primera fase
| Local \ Visitante | DES | DNI | DYN | KAR | KOL | LVI | MAR | OLK | OLD | SHA | VOR | ZOR |
| ----------------- | --- | --- | --- | --- | --- | --- | --- | --- | --- | --- | --- | --- |
| Desna Chernihiv   | —   | 1–1 | 0–1 | 0–0 | 0–0 | 1–2 | 4–0 | 2–0 | 1–0 | 0–1 | 2–0 | 1–0 |
| SC Dnipro-1       | 0–1 | —   | 3–1 | 2–0 | 2–1 | 2–3 | 3–0 | 1–2 | 2–0 | 0–2 | 1–0 | 1–4 |
| Dynamo Kiev       | 1–2 | 2–0 | —   | 1–1 | 2–0 | 4–0 | 3–0 | 1–0 | 1–1 | 1–2 | 2–1 | 1–2 |
| Karpaty Lviv      | 2–6 | 1–1 | 0–2 | —   | 1–2 | 0–0 | 1–1 | 0–4 | 1–2 | 0–3 | 2–1 | 0–1 |
| Kolos Kovalivka   | 2–0 | 4–0 | 0–4 | 2–1 | —   | 1–0 | 2–1 | 1–1 | 1–2 | 3–4 | 0–3 | 1–3 |
| FC Lviv           | 1–4 | 0–2 | 0–3 | 0–0 | 3–2 | —   | 0–1 | 1–1 | 0–1 | 0–2 | 2–0 | 0–0 |
| FC Mariupol       | 0–4 | 1–0 | 0–1 | 2–2 | 2–0 | 0–0 | —   | 2–1 | 1–1 | 1–1 | 3–0 | 1–2 |
| FC Oleksandriya   | 0–3 | 2–0 | 1–3 | 2–1 | 1–2 | 2–0 | 3–1 | —   | 2–1 | 1–3 | 3–0 | 1–0 |
| Olimpik Donetsk   | 1–2 | 3–2 | 1–3 | 1–3 | 0–1 | 0–1 | 1–2 | 0–0 | —   | 0–4 | 2–0 | 0–5 |
| Shakhtar Donetsk  | 1–0 | 4–1 | 1–0 | 3–0 | 6–0 | 4–1 | 5–1 | 0–0 | 3–0 | —   | 4–0 | 4–3 |
| Vorskla Poltava   | 0–1 | 1–1 | 0–5 | 2–1 | 1–0 | 3–2 | 1–1 | 0–1 | 1–0 | 1–0 | —   | 0–1 |
| Zorya Lugansk     | 2–1 | 1–1 | 2–2 | 2–0 | 2–0 | 2–0 | 0–0 | 1–2 | 1–0 | 1–2 | 4–0 | —   |

## Grupo campeonato

### Posiciones
| Pos. | Equipo               | Pts. | PJ | G  | E | P  | GF | GC | Dif. | Clasificación o descenso                                            |
| ---- | -------------------- | ---- | -- | -- | - | -- | -- | -- | ---- | ------------------------------------------------------------------- |
| 1    | Shakhtar Donetsk (C) | 82   | 32 | 26 | 4 | 2  | 80 | 26 | +54  | Fase de grupos de la Liga de Campeones                              |
| 2    | Dynamo Kyiv          | 59   | 32 | 18 | 5 | 9  | 65 | 35 | +30  | Tercera ronda previa de la Liga de Campeones                        |
| 3    | Zorya Luhansk        | 58   | 32 | 17 | 7 | 8  | 50 | 29 | +21  | Fase de grupos de la Liga Europa                                    |
| 4    | Desna Chernihiv      | 56   | 32 | 17 | 5 | 10 | 59 | 33 | +26  | Tercera ronda previa de la Liga Europa                              |
| 5    | FC Oleksandriya      | 49   | 32 | 14 | 7 | 11 | 49 | 47 | +2   | Play-off clasificatorio a la segunda ronda previa de la Liga Europa |
| 6    | Kolos Kovalivka      | 32   | 32 | 10 | 2 | 20 | 33 | 59 | −26  | Play-off clasificatorio a la segunda ronda previa de la Liga Europa |

 Fuente: Ukrainian Premier League, UEFA, Soccerway
Criterios de clasificación: 1) Puntos; 2) Puntos cara a cara; 3) Gol diferencia cara a cara; 4) Mayor cantidad de goles anotados cara a cara; 5) Gol diferencia; 6) Mayor cantidad de goles anotados; 7) Sorteo o "partido desempate" si hay empate por el título (Artículo 22, párrafo 3).

### Resultados
| Local \ Visitante | DES | DYN | KOL | OLK | SHA | ZOR |
| ----------------- | --- | --- | --- | --- | --- | --- |
| Desna Chernihiv   | —   | 3–2 | 5–1 | 1–3 | 2–4 | 1–2 |
| Dynamo Kyiv       | 1–1 | —   | 2–1 | 5–1 | 2–3 | 3–1 |
| Kolos Kovalivka   | 0–2 | 2–0 | —   | 2–1 | 0–1 | 0–2 |
| FC Oleksandriya   | 1–5 | 2–2 | 4–2 | —   | 2–2 | 1–0 |
| Shakhtar Donetsk  | 3–2 | 3–1 | 2–0 | 3–2 | —   | 0–0 |
| Zorya Luhansk     | 1–1 | 1–3 | 1–0 | 2–2 | 1–0 | —   |

## Grupo descenso
| Pos. | Equipo          | Pts. | PJ | G  | E | P  | GF | GC | Dif. | Clasificación o descenso                                            |
| ---- | --------------- | ---- | -- | -- | - | -- | -- | -- | ---- | ------------------------------------------------------------------- |
| 7    | SC Dnipro-1     | 49   | 32 | 15 | 4 | 13 | 42 | 42 | 0    | Play-off clasificatorio a la segunda ronda previa de la Liga Europa |
| 8    | FC Mariupol     | 45   | 32 | 12 | 9 | 11 | 40 | 46 | −6   | Play-off clasificatorio a la segunda ronda previa de la Liga Europa |
| 9    | Olimpik Donetsk | 36   | 32 | 10 | 6 | 16 | 32 | 47 | −15  |                                                                     |
| 10   | Vorskla Poltava | 34   | 32 | 9  | 7 | 16 | 23 | 48 | −25  |                                                                     |
| 11   | FC Lviv         | 24   | 32 | 5  | 9 | 18 | 25 | 57 | −32  |                                                                     |
| 12   | Karpaty Lviv    | 15   | 32 | 2  | 9 | 21 | 19 | 48 | −29  | Expulsado de la liga                                                |

 Fuente: Ukrainian Premier League, UEFA, Soccerway
Criterios de clasificación: 1) Puntos; 2) Puntos cara a cara; 3) Gol diferencia cara a cara; 4) Mayor cantidad de goles anotados cara a cara; 5) Gol diferencia; 6) Mayor cantidad de goles anotados; 7) Sorteo o "partido desempate" si hay empate por el título (Artículo 22, párrafo 3).
Notas:
1. ↑  Karpaty Lviv fue expulsado de la liga por no aparecer en dos juegos programados. Sin embargo, según el secretario de la UAF CDC Ihor Hryshchenko, el club no fue despojado de su estatus profesional y, por lo tanto, puede solicitar jugar en la Primera Liga.[4][5][6] Además de la expulsión, según "Meta-ratings", Karpaty también recibió una prohibición de transferencias para las próximas tres "ventanas de transferencia" debido a sus deudas con Sevilla por Jorge Carrascal y por separado a Cristóbal Márquez.[7][8]

### Resultados
| Local \ Visitante | DN1 | KAR | LVI | MAR | OLD | VOR |
| ----------------- | --- | --- | --- | --- | --- | --- |
| SC Dnipro-1       | —   | +/- | 3–2 | 2–0 | 3–1 | 3–0 |
| Karpaty Lviv      | -/+ | —   | 1–1 | 0–3 | -/+ | -/+ |
| FC Lviv           | 1–2 | 1–1 | —   | 0–2 | 1–5 | 2–2 |
| FC Mariupol       | 2–1 | 3–0 | 3–0 | —   | 1–4 | 1–1 |
| Olimpik Donetsk   | 0–2 | +/- | 2–0 | 2–2 | —   | 1–1 |
| Vorskla Poltava   | 2–0 | +/- | 1–1 | 1–2 | 0–0 | —   |

1. 1 2 3 4 5 6 7 8  La administración de la UPL decidió no llevar a cabo el juego Karpaty - Mariupol el 31 de mayo de 2020 ya que en el campamento del equipo de Lviv se encontraron resultados positivos en COVID-19.[9] El FC Mariupol que ya estaba en camino al juego se vio obligado a regresar.[10] El 2 de junio de 2020 FC Karpaty Lviv emitió su declaración oficial anunciando que el club lleva 2 semanas de autoaislamiento debido a la propagación masiva de la enfermedad entre los jugadores.[11] Los próximos juegos con SC Dnipro-1 y Vorskla Poltava no se llevarán a cabo según lo programado previamente.[12] El 26 de junio de 2020 se anunciaron nuevas fechas reprogramadas para los juegos de Karpaty contra Mariupol y Dnipro-1.[13] El 30 de junio de 2020, la Premier League de Ucrania presentó un documento al Comité de Control y Disciplina de la UAF informando que FC Karpaty Lviv no pudo presentarse al juego en Mariupol el 1 de julio de 2020.[14] El juego Mariupol – Karpaty programado para el 4 de julio no tendrá lugar.[15] Como era el segundo intento en aparecer en el partido para FC Karpaty Lviv, según las regulaciones, el club fue expulsado del campeonato por el Comité de Control y Disciplina de la UAF el 9 de julio de 2020.[16] El club contó dos derrotas técnicas para dos partidos contra FC Mariupol como 3–0 y 0–3. Para todos los otros juegos restantes que debían jugarse, el club se contó -/+.
[17]

## Play-offs para clasificarse a la Liga Europa
Los equipos que quedaron en quinto y sexto lugar en el grupo del campeonato con los equipos en el séptimo y octavo lugar en el grupo de descenso jugaron el desempate un solo partido para un puesto más en la segunda ronda previa de la Liga Europa. Los ganadores de las parejas de semifinales disputaron en el partido final único por la última plaza para la UEFA Europa League. Si los ganadores de la Copa de Ucrania 2019-20 Dinamo Kiev no hubieran asegurado el puesto en las competiciones europeas por el desempeño de la liga, el play-off se habría establecido entre los equipos que se ubicaron en 4.°, 5.° y 6.° en el grupo de campeonato y 7.° en el grupo de descenso de la misma manera.
Kolos Kovalivka ganó el desempate el 29 de julio de 2020 después de derrotar al FC Mariupol 1–0 después del tiempo extra en la final.
|  | Semifinales 25 de julio de 2020 | Semifinales 25 de julio de 2020 | Semifinales 25 de julio de 2020 |             |   | Final 29 de julio de 2020 | Final 29 de julio de 2020 | Final 29 de julio de 2020 |  |
|  |                                 |                                 |                                 |             |   |                           |                           |                           |  |
|  |                                 |                                 |                                 |             |   |                           |                           |                           |  |
|  | 6                               | Kolos Kovalivka                 | 4                               |             |   |                           |                           |                           |  |
|  | 6                               | Kolos Kovalivka                 | 4                               |             |   |                           |                           |                           |  |
|  | 7                               | SC Dnipro-1                     | 1                               |             |   |                           |                           |                           |  |
|  | 7                               | SC Dnipro-1                     | 1                               |             | 6 | Kolos Kovalivka (t. s.)   | 1                         |                           |  |
|  |                                 |                                 |                                 |             | 6 | Kolos Kovalivka (t. s.)   | 1                         |                           |  |
|  |                                 |                                 | 8                               | FC Mariupol | 0 |                           |                           |                           |  |
|  | 5                               | FC Oleksandriya                 | 8                               | FC Mariupol | 0 | 1                         |                           |                           |  |
|  | 5                               | FC Oleksandriya                 |                                 |             |   | 1                         |                           |                           |  |
|  | 8                               | FC Mariupol                     | 2                               |             |   |                           |                           |                           |  |
|  | 8                               | FC Mariupol                     | 2                               |             |   |                           |                           |                           |  |
|  |                                 |                                 |                                 |             |   |                           |                           |                           |  |

### Semifinales
| Equipo 1        | Resultado | Equipo 2 |
| --------------- | --------- | -------- |
| Kolos Kovalivka | 4–1       | Dnipro-1 |
| Oleksandriya    | 1–2       | Mariupol |

### Final
| Equipo 1        | Resultado | Equipo 2 |
| --------------- | --------- | -------- |
| Kolos Kovalivka | 1–0       | Mariupol |

## Estadísticas jugadores

### Goleadores
Fuente: UPL
| Pos. | Jugador            | Club             | Goles |
| ---- | ------------------ | ---------------- | ----- |
| 1    | Júnior Moraes      | Shakhtar Donetsk | 15    |
| 2    | Oleksandr Filippov | Desna Chernígov  | 9     |
| 2    | Bohdan Lyednyev    | Zorya Luhansk    | 9     |
| 4    | Artem Besyedin     | Dinamo Kiev      | 8     |
| 4    | Marlos             | Shakhtar Donetsk | 8     |
| 6    | Dmytro Khlyobas    | Desná Chernígov  | 7     |
| 6    | Taison             | Shakhtar Donetsk | 7     |
| 6    | Viktor Tsyhankov   | Dinamo Kiev      | 7     |
| 9    | Benjamin Verbič    | Dinamo Kiev      | 6     |
| 10   | Kyrylo Kovalets    | FC Oleksandriya  | 5     |
| 10   | Carlos de Pena     | Dinamo Kiev      | 5     |
| 10   | Nazariy Rusyn      | Zorya Luhansk    | 5     |
| 10   | Yehor Nazaryna     | Karpaty Lviv     | 5     |
| 10   | Vladlen Yurchenko  | Zorya Luhansk    | 5     |

### Asistencias
| Pos. | Jugador             | Club             | Aistencias |
| ---- | ------------------- | ---------------- | ---------- |
| 1    | Taison              | Shakhtar Donetsk | 8          |
| 2    | Yehor Kartushov     | Desna Chernígov  | 6          |
| 3    | Viktor Tsyhankov    | Dinamo Kiev      | 5          |
| 4    | Ismaily             | Shakhtar Donetsk | 4          |
| 4    | Vladyslav Kocherhin | Zorya Luhansk    | 4          |
| 4    | Júnior Moraes       | Shakhtar Donetsk | 4          |
| 4    | Vitaliy Mykolenko   | Dinamo Kiev      | 4          |
| 4    | Alan Patrick        | Shakhtar Donetsk | 4          |